# Чемеєво
Чеме́єво (рос. Чемеево, чув. Чемей) — село у Чувашії Російської Федерації, у складі Ярославського сільського поселення Моргауського району.
Населення — 123 особи (2010; 134 в 2002, 147 в 1979; 152 в 1939, 166 в 1926, 190 в 1906, 191 в 1897, 111 в 1858, 560 в 1795). У національному розрізі мешкають чуваші та росіяни.

## Історія
Історичні назви — Архангельське, до 1927 року — Чирккаси-Чемей. До 1866 року селяни мали статус державних, займались землеробством, тваринництвом, ковальством, бондарством. Діяла церква Святого Архангела Михаїла (1746–1936). 1860 року відкрито земське училище, з 1898 року — жіноча школа грамоти. 1930 року, разом із присілком Хозанчино, створено колгосп «Сіятель». До 1927 року село перебувало у складі Ядрінської та Тораєвської волостей Ядрінського повіту. 1927 року село передано до складу Татаркасинського району, 16 січня 1939 року — до складу Сундирського, 17 березня того ж року — до складу Совєтського, 1956 року — до складу Моргауського, 1959 року — повернуто до складу Сундирського, 1962 року — до складу Ядрінського, 1964 року — повернуто до складу Моргауського району.

## Господарство
У селі діють фельдшерсько-акушерський пункт, музей, клуб, магазин.